# Фейчер, Иван Никитович
Иван Никитич Фейчер (3 февраля 1918, Новый Буг — 9 января 1993, Новый Буг) — советский работник сельского хозяйства Украинской ССР, Герой Социалистического Труда (1966).

## Биография
Родился 3 февраля 1918 года в селе Калиновка Ново-Бугской волости Херсонского уезда Херсонской губернии (ныне в пределах города Новый Буг Николаевской области). Украинец. В 1930 году окончил 4 класса начальной школы, затем — курсы механизаторов.
В ноябре 1939 года призван в РККА. После прохождения военной службы демобилизован. В течение 1941—1944 годов находился на временно оккупированной территории. Вторично призван в РККА в 1944 году. Участник Великой Отечественной войны с 1944 года в качестве связиста взвода связи стрелкового батальона 3-го гвардейского стрелкового полка 4-й гвардейской стрелковой дивизии 31-го гвардейского стрелкового корпуса 4-й гвардейской армии 3-го Украинского фронта, гвардии рядовой.
После войны и демобилизации вернулся в родное село, работал в колхозе имени Ленина. Каждый сезон комбайном собирал зерновые на площадях по 400—500 га. В 1966 году добился рекордной выработки, за что получил звание Героя Социалистического Труда.
Умер 9 января 1993 года в городе Новый Буг.

## Награды
Указом Президиума Верховного Совета СССР в 1966 году за выдающиеся успехи, достигнутые в развитии сельскохозяйственного производства и исполнении пятилетнего плана продажи государству продуктов земледелия и животноводства, присвоено звание Героя Социалистического Труда.
Награждён орденами Ленина, Отечественной войны 2-й степени (06.04.1985), медалями.